# Atlanta 4.40
Die Atlanta 4.40 ist eine Zweimann-Freizeitjolle mit einer Segelfläche von 11,9 m².
Sie wurde bis zum Konkurs des Herstellers 1978 durch die Atlanta Bootsbau GmbH in Weitnau, Allgäu, hergestellt.
Weitere Modelle der Atlanta Bootsbau GmbH waren die Flamingo, die Koralle, sowie die Kolibri.